# Xaixikman
Xaixikman (en rus: Шашикман) és un poble de la república de l'Altai, a Rússia, que el 2016 tenia 691 habitants, pertany al districte d'Ongudai.